# Domino Dancing
Domino Dancing è un singolo del gruppo musicale britannico Pet Shop Boys, il primo estratto dal terzo album in studio Introspective e pubblicato il 12 settembre 1988.

## Descrizione
Prodotto da Lewis A. Martinée, che ne curò la registrazione a Miami assieme a un gran numero di musicisti, Domino Dancing è stato scritto e composto da Chris Lowe e Neil Tennant ed è caratterizzato da sonorità latineggianti.

## Video musicale
Il videoclip di Domino Dancing fu diretto da Eric Watson, direttore di sei video precedenti a Domino Dancing. Il video narra di una ragazza (Donna Bottman) contesa da due ragazzi (interpretati da David Boira e Adalberto Martinez Mojica), tutti portoricani. Il cast del video fu interamente scelto dai Pet Shop Boys. Il video fu filmato nel 1988 a Porto Rico, all'interno della Foresta nazionale El Yunque, presso il cimitero de Santa María Magdalena de Pazzis e nel resto della città di San Juan. Fu realizzato anche per la versione estesa di Domino Dancing (versione inclusa nell'album).

## Tracce

### 7": Parlophone / R 6190 (UK)
1. "Domino dancing (Single version)" - 4:17
2. "Don Juan" - 3:53

### 12": Parlophone / 12 R 6190 (UK)
1. "Domino Dancing (Disco mix)" - 7:41
2. "Don Juan (Disco mix)" - 7:32
3. "Domino Dancing (Alternative mix)" - 4:42

### 12": Parlophone / 12 RX 6190 (UK)
1. "Domino Dancing (Base mix)" - 5:53
2. "Don Juan (Demo)" - 4:19
3. "Domino Dancing (Demo)" - 4:45

### 12": Capitol / V-56116 (US)
1. "Domino Dancing (Disco mix)" - 7:41
2. "Domino dancing (Single version)" - 4:17
3. "Domino Dancing (Alternative mix)" - 4:48 (Longer outro)
4. "Don Juan (Disco mix)" - 7:32

## Successo commerciale
I Pet Shop Boys, nel biennio 1987-1988, venivano fuori con tre brani Numero 1 (It's a Sin, Always on My Mind e  Heart) e con Domino Dancing il duo sperava di raccogliere una quarta hit; ma il pubblico sembrò non gradire particolarmente le sonorità latineggianti del brano, il quale raggiunse la settima posizione della Official Singles Chart. Tennant, in un'intervista, dichiarò:
Il brano non riuscì ad entrare neppure nella Top10 della prestigiosa Billboard Hot 100, piazzandosi in posizione numero 18, diventando così l'ultimo brano dei Pet Shop Boys ad entrare nella Top 20 della Hot100. Tuttavia, entrò nella Top 5 della classifica dance americana, classifica in cui i Pet Shop Boys raccolsero e raccolgono tuttora grandiosi successi, con diverse Numero 1.

## Classifiche
| Classifica (1988)                 | Posizione massima |
| --------------------------------- | ----------------- |
| Australia                         | 36                |
| Austria                           | 19                |
| Francia                           | 40                |
| Germania                          | 3                 |
| Italia                            | 4                 |
| Nuova Zelanda                     | 9                 |
| Paesi Bassi                       | 7                 |
| Regno Unito                       | 7                 |
| Stati Uniti                       | 18                |
| Stati Uniti (alternative songs)   | 22                |
| Stati Uniti (hot dance club play) | 5                 |
| Svezia                            | 6                 |
| Svizzera                          | 5                 |